# Clermont (Australia)
Clermont – miasto w Australii, w stanie Queensland.